# Paul Guillon
Pour les articles homonymes, voir Guillon.
Paul Guillon, né le 13 janvier 1913 à Vendeuvre-du-Poitou (Vienne) et mort le 6 février 1965 à Poitiers (Vienne), est un médecin militaire français, officier du corps de santé des troupes coloniales françaises, compagnon de la Libération (décret du 2 juin 1943) au titre de son action dans la France libre. Il est ensuite un homme politique français.

## Jeunesse et formation
Ses parents étaient instituteurs. Il entre à l'école de santé navale à Bordeaux en 1932, puis suit les cours de l’École du Pharo et devient médecin du Corps de santé des troupes coloniales.
En 1938, il sert au Cameroun français. C’est là que la guerre le trouve et il décide de se rallier à la France libre en août 1940. Trouvant le processus de ralliement enclenché par ses supérieurs trop long, il passe à pied au Nigeria et marche plusieurs jours en forêt pour rallier le Cameroun britannique d'où il rejoint Douala dès l'arrivée de Leclerc fin août.

## Seconde guerre mondiale
Il embarque clandestinement à Douala à bord du transport de troupe chargé d'emmener la 13e demi-brigade de Légion étrangère ((13e DBLE)) en Mer Rouge. Il est ainsi affecté à la (13e DBLE) au sein de la Brigade française d'Orient. Il participe aux opérations d'Érythrée de 1941 et se distingue notamment lors de la prise de Keren.
Affecté à l'Ambulance chirurgicale légère de la Division légère française libre en Palestine, il prend part à la campagne de Syrie et devient médecin en second du Groupe sanitaire divisionnaire à Damas. Il participe à la bataille de Bir-Hakeim en mai et juin 1942. Il est un des premiers à réussir à sortir du camp dans la nuit du 10 au 11 juin. Il prend ensuite le commandement du Groupe sanitaire de la 1re Brigade française libre. Il est présent à El Alamein en octobre 1942 et en Tunisie en juin 1943.
Lors de la campagne d'Italie, il se distingue pendant les opérations du 11 mai au 20 juin 1944, se dépensant pour enlever les blessés sous le feu ennemi. A la fin de la campagne de France, Paul Guillon est chargé de rouvrir et de réorganiser l'École d'application du service de santé des troupes coloniales et devient chef d'un service de médecine à l'hôpital militaire Michel-Lévy à Marseille.

## Après-guerre
Paul Guillon s'installe à Poitiers comme médecin généraliste en 1947. Il est ensuite maître de conférences agrégé au Centre hospitalier universitaire de Poitiers. En 1958 il est élu député (sans étiquette) de la Vienne. Il est également conseiller municipal de Poitiers. Il meurt le 6 février 1965 à Poitiers où il est inhumé au cimetière Chilvert,.

## Détail des fonctions et des mandats
Mandats parlementaires
- 30 novembre 1958 - 9 octobre 1962 : Député de la 1re circonscription de la Vienne
- 18 novembre 1962 - 6 février 1965 : Député de la 1re circonscription de la Vienne

## Hommage et Décorations
- Officier de la Légion d'honneur
- Compagnon de la Libération par décret du 2 juin 1943
- Croix de guerre 1939–1945 (4 citations)
- Médaille de la Résistance française par décret du 26 mars 1945[5]
- Officier de l'Instruction publique
- Médaille coloniale avec agrafes "Erythrée", "Libye", "Bir-Hakeim", "Tunisie 43"

En 1977, une rue nouvellement percée de Poitiers est dénommée rue Paul-Guillon en hommage au Docteur Paul Guillon.